# Épididyme

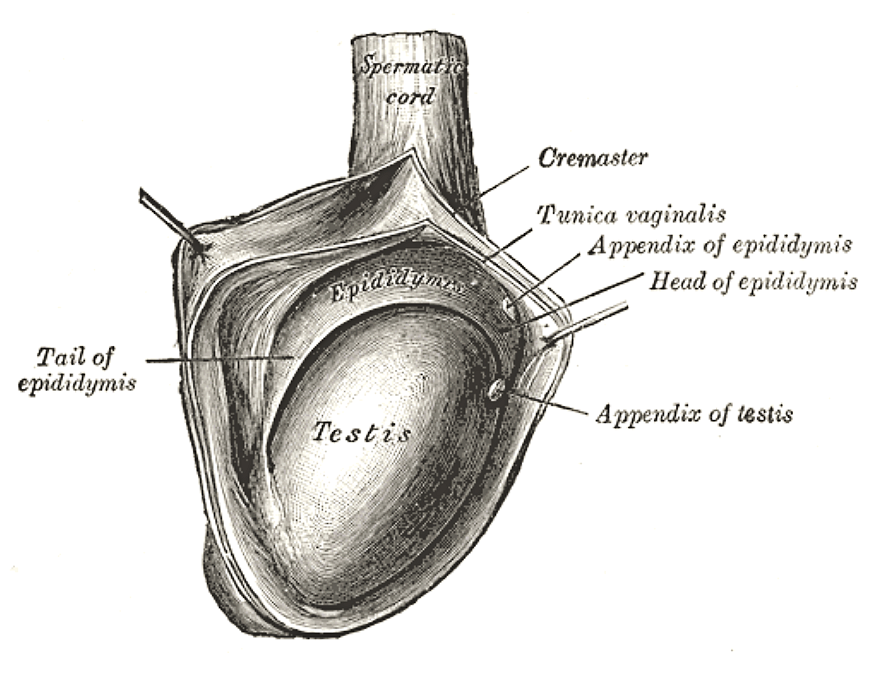
Le testicule droit - Gray.

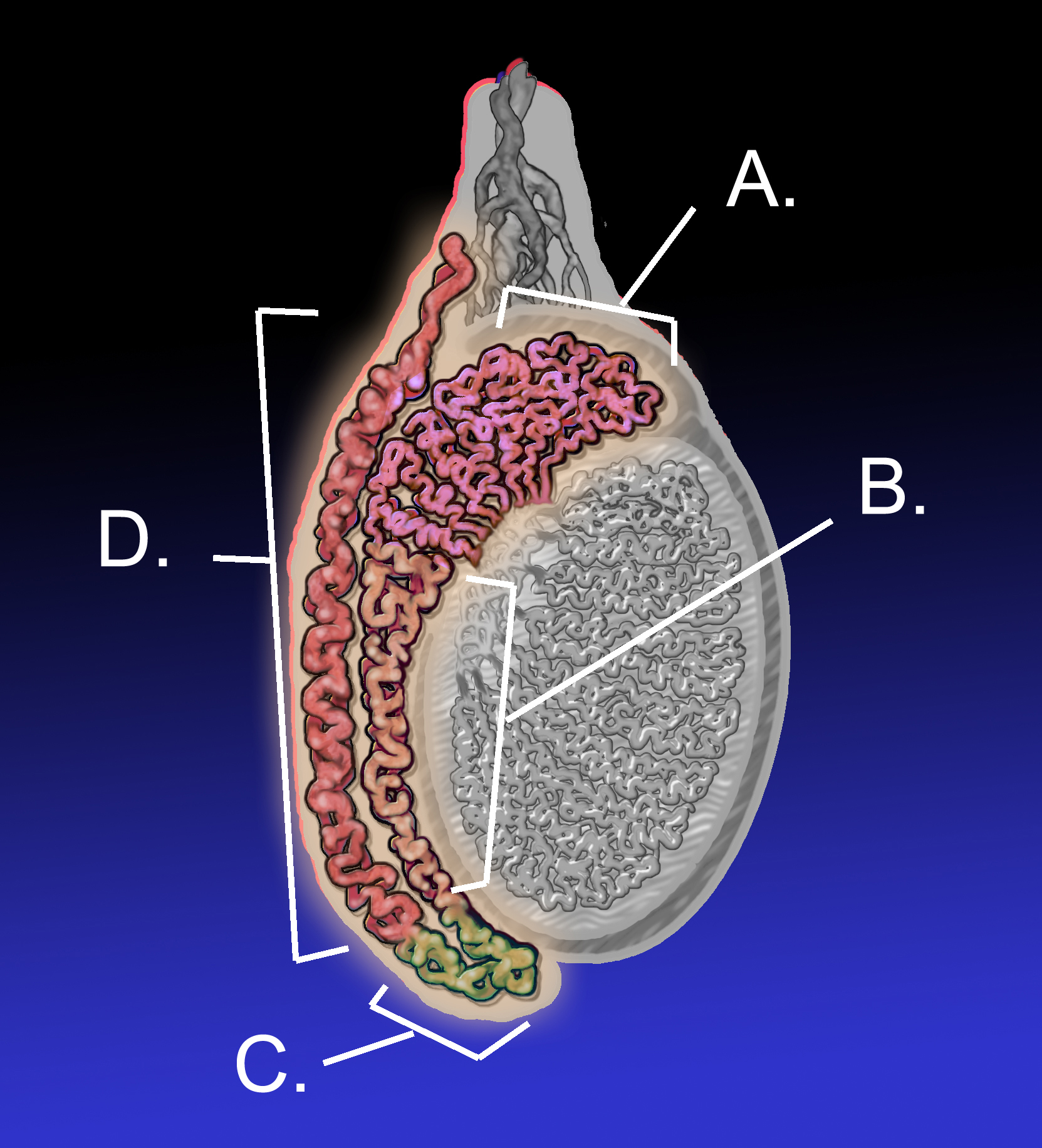
Testicule humain adulte, et son épididyme
A:Tête de l'épididyme,
B:Corps de l'épididyme
C:Queue de l'épididyme
D: Vas deferens

L’épididyme est une partie du système reproducteur masculin ou des mammifères mâles. 

## Description
C'est un petit organe accolé au testicule, résultant de l'hypertrophie de la partie antérieure du canal de Wolff. Il est donc dérivé de l'appareil urinaire primitif .

Il contient un long tube replié sur lui-même en villosités, empli d'un « liquide (ou plasma) épididymaire ». S'il est étendu ce tube mesure environ 7 mètres chez l'homme. 

Il conserve et transporte les spermatozoïdes et assure la fin de maturation de ceux-ci.
Il se poursuit par le canal déférent.
La nature histologique, histochimique et cytologique des tissus montre qu'il n'est pas qu'un simple conduit, mais qu'il assure une fonction glandulaire complexe (c'est-à-dire jouant un rôle endocrine contrôlé par le système hormonal).
Il est composé de fins canaux enroulés prenant l'aspect d'une virgule et recouvrant la partie supérieure du testicule. Il recueille et emmagasine les spermatozoïdes venant des tubules séminifères.
Le canal de l'épididyme est recouvert d'un tissu épithélial cylindrique pseudo-stratifié chargé de l'absorption de fluide dans lequel baignent les spermatozoïdes nouvellement formés, originant des tubes séminifères. C'est au cours de leur passage dans le canal épididymaire que les spermatozoïdes poursuivent leur maturation en acquérant une mobilité ainsi que la capacité de fertiliser un ovocyte. 
On retrouve au niveau des cellules épithéliales de l'épididyme des stéréocils, projections cytoplasmiques de même structure que les microvillosités mais bien plus longues (>2 μm) et immobiles. Les stéréocils sont maintenus par un cytosquelette d'actine rattaché au réseau terminal et sont donc voisins des microvillosités (ils n'ont en fait rien à voir avec les cils qui eux, sont constitués de microtubules). Le fluide qui n'est pas absorbé par le canal efférent est réabsorbé par la partie proximale de l'épididyme. De plus, les corps résiduels qui n'ont pas été enlevés par les cellules de Sertoli sont phagocytés.  
D'un ouvrage à un autre, on emploie stéréocils ou microvillosités pour parler des spécialisations apicales des cellules épithéliales du canal épididymaire. Néanmoins, l'analyse de la structure de ces spécialisations montre qu'il s'agit en fait de microvillosités anormalement longues plutôt que de stéréocils. Pour cela, des histologistes[Qui ?] utilisent désormais le terme « stéréovillosité » ou « stéréovilli ».[réf. nécessaire]

## Fonctions
On connait au moins quatre fonctions à l'épididyme :
- Durant leur transport dans l'épididyme pendant une durée très variable (une vingtaine de jours en moyenne), les spermatozoïdes y terminent leur maturation. Ils y acquièrent à la fois leur capacité à se propulser et leur pouvoir fécondant. In vitro, les spermatozoïdes entrants n'y sont pas fécondants, alors qu'ils le sont normalement si prélevés dans la partie distale (finale) de la queue de l'épididyme[2].
- L'épididyme élimine le surplus de sécrétions testiculaires.
- Il apporte les nutriments et oligoéléments nécessaires à la conservation des spermatozoïdes, qui peuvent séjourner plusieurs mois avant d'être dégradés, s'il n'y a pas d'éjaculation[3].
- La partie finale de l'épididyme est un lieu de conservation et stockage de spermatozoïdes mûrs, avant chaque éjaculation. Chez la plupart des mammifères, seuls une partie des spermatozoïdes qui y sont présents sont emportés par chaque éjaculation[2].
- L'épididyme sécrète des facteurs de décapacitation afin d'éviter au spermatozoïde une réaction acrosomique prématurée (expression du pouvoir fécondant prématurément)[4].

## Immunité propre
Comme le testicule, l'épididyme a des propriétés immunitaires particulières : il doit se défendre contre les microbes car il est la cible d’infections rétrogrades qui peuvent notamment nuire à la fertilité, mais il doit aussi tolérer les spermatozoïdes (qui ne doivent pas être considérés comme non-soi, ce qui les ferait éliminer par les globules blancs).

## Pathologies
La vitesse de passage des spermatozoïdes dans l'épididyme a une importance clinique sur le plan de la santé reproductive. 
Le manque d'androgènes, de même que la chaleur, affecte le pouvoir fécondant des spermatozoïdes qui ne survivent d'ailleurs pas longtemps dans l'épididyme en cas d'ablation du testicule ou de ligature, ce qui laisse penser que l'équilibre immunitaire de l'épididyme et la bonne composition du plasma épididymaire sont, au moins en partie sous l'influence (directe ou indirecte) du testicule,.
L'altération de l'équilibre immunitaire de l'épididyme est en cause dans 10 à 15 % des cas d’infertilité masculine.
L'épididymite est une inflammation de l'épididyme.
Le granulome spermatique fait suite à l'extravasion de sperme dans l'interstitium du testicule ou de l'épididyme.